# Гронд
Гронд, или още Чукът на Подземното царство (на английски: Grond, the Hammer of the Underworld) е име, носено от две оръжия в произведенията на Дж. Р. Р. Толкин.
Първият Гронд е боздуганът на Моргот, първият Мрачен владетел, който той използва при двубоя си с Финголфин, върховният крал на Нолдорите. Според описанието на битката в Силмарилион, при всеки удар боздуганът издълбава „бездънна яма“. Моргот успява да убие Финголфин, но не и без цената на няколко рани.
Вторият Гронд, наречен така в чест на първия, е огромен таран, построен в Мордор за обсадата на Минас Тирит по време на Войната за пръстена през Третата епоха. Според описанието му във Властелинът на пръстените, той е направен от „стофутово“ горско дърво, а главата му е излята от стомана във формата на вълк. Четири удара от него се оказват достатъчни, за да разбият главната порта на Минас Тирит.
Във филмовата екранизация на Властелинът на Пръстените, цялото тяло на Гронд е оформено като вълк, който бълва огън.